# Louise Bénédicte de Bourbon

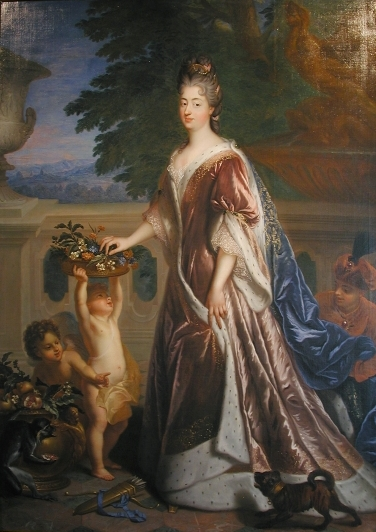
Louise Bénédicte de Bourbon

Louise Bénédicte de Bourbon, Mademoiselle d’Enghien, danach Mademoiselle de Charolais, nach ihrer Heirat Herzogin von Maine (* 8. November 1676 in Paris; † 23. Januar 1753 ebenda), war eine französische Hocharistokratin. Sie gefiel sich als Zentrum eines kleinen Hofes, versammelte geistig interessierte Adelige sowie Literaten um sich und wirkte 1718 als treibende Kraft einer Verschwörung gegen den Regenten Philipp von Orléans, der Verschwörung von Cellamare.

## Herkunft und Familie

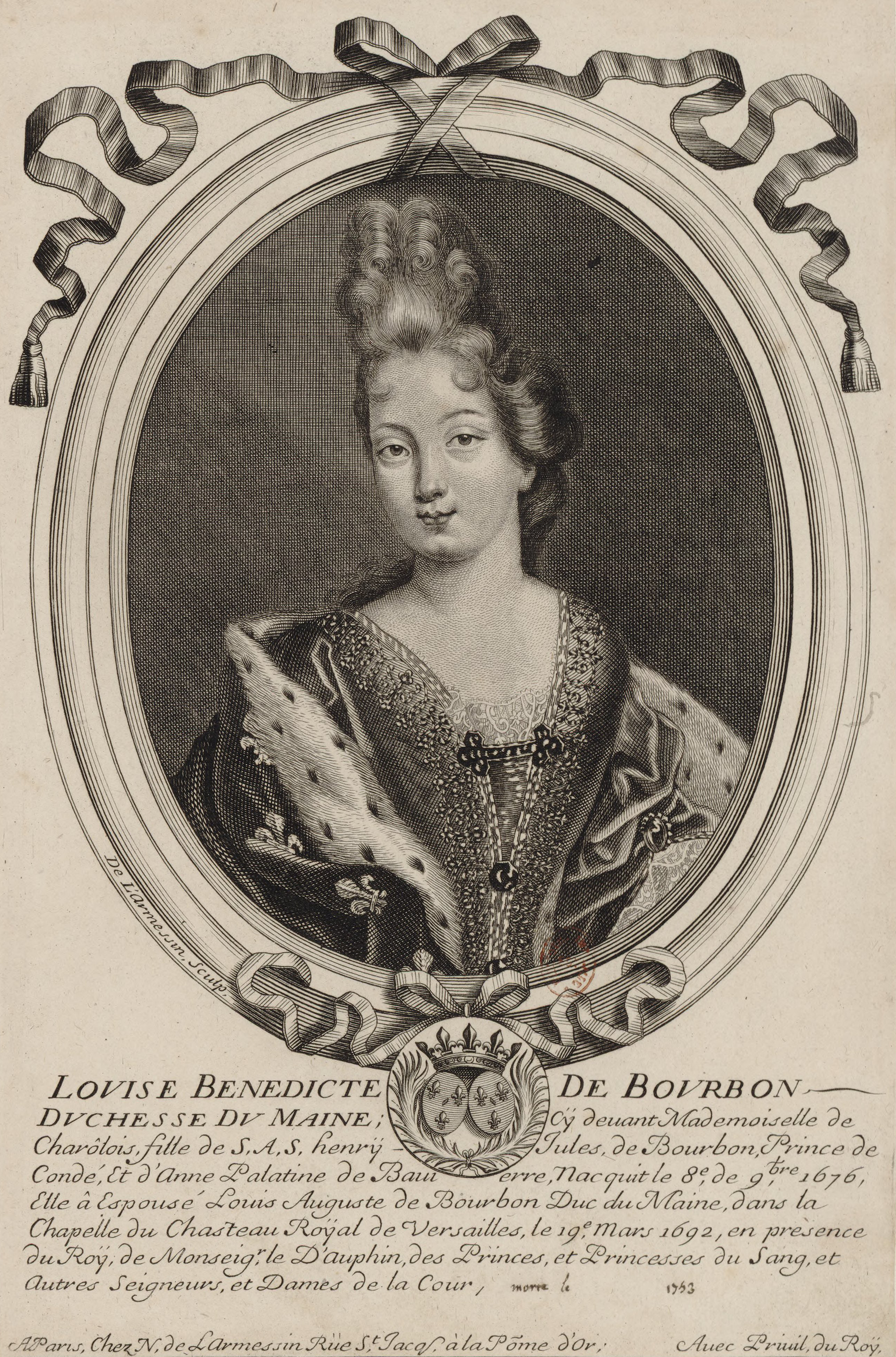
Louise Bénédicte im Jahr ihrer Heirat

Sie war Enkelin des Großen Condé, Tochter des ersten Prinzen von Geblüt Henri Jules de Bourbon-Condé, Fürst von Condé, und der Pfalzgräfin Anna Henriette von Pfalz-Simmern. Am 19. März 1692 heiratete sie Louis Auguste I. de Bourbon, duc du Maine, den legitimierten Sohn Ludwigs XIV. und der Madame de Montespan. Nach dem Schriftsteller Louis de Rouvroy, duc de Saint-Simon wählte Maine die ziemlich klein gewachsene Frau unter ihren drei Schwestern als Gemahlin angeblich deshalb aus, weil sie die größte von ihnen war.
Aus der Ehe gingen sieben Kinder hervor, von denen drei das Erwachsenenalter erreichten, aber ohne Nachkommen blieben:
- Louis-Auguste II. (1700–1755), Fürst von Dombes, später Herzog von Maine
- Louis Charles (1701–1775), Graf von Eu
- Louise Françoise (1707–1743), Mademoiselle du Maine

## Leben

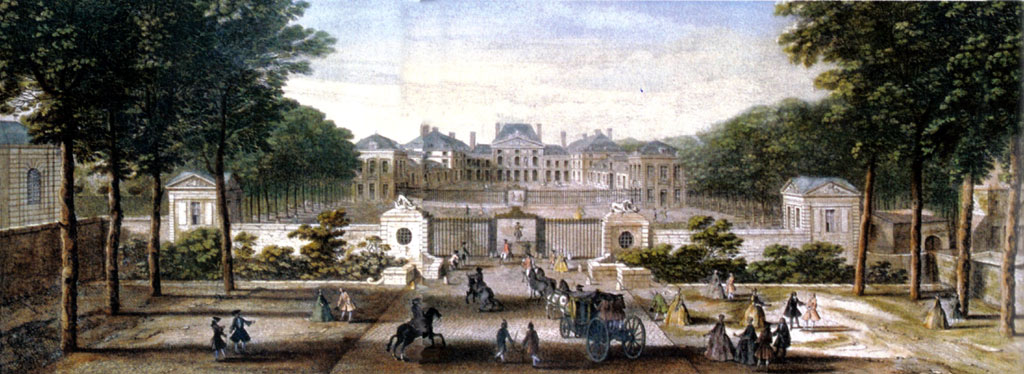
Schloss Sceaux, Gemälde von Adam Pérelle

In ihrem Schloss in Sceaux unterhielt sie einen kleinen Hof, der im Vergleich zu Versailles „la petite cour de Sceaux“ genannt wurde. Bekannt waren die nächtlichen Kostümfeste, die berühmten grandes nuits, an denen auch der König teilnahm, und Theateraufführungen, in denen sie selbst glänzte. Für ihre Begeisterung für Kostümfeste war sie auch schon vorher am Hof Ludwigs XIV. in Versailles bekannt und ließ sich nicht einmal durch Schwangerschaft und Wochenbett von der Teilnahme abhalten. Ihr Kreis war Anziehungspunkt für zahlreiche Schriftsteller und Künstler. Dieser Kreis wurde auch als Orden der Honigbiene (französisch Ordre de la Mouche à Miel) bezeichnet. Die Mitglieder mussten ihr als „Bienenkönigin“ Gehorsam schwören. Zu diesen gehörten Voltaire, die Marquise Émilie du Châtelet, Madame du Deffand, Fontenelle, Montesquieu, d’Alembert, der Präsident Hénault, der künftige Kardinal von Bernis, Jean-Baptiste Rousseau, Sainte-Aulaire, Kardinal Melchior de Polignac, die spätere Salondame Baronin de Staal-Launay, Philippe Néricault Destouches, René-Antoine Ferchault de Réaumur, Abbé Genest, Bossuet, Marivaux u. a. Sie unterhielt auch ein Orchester, bei dem u. a. François Couperin, Jean-Baptiste Matho und Jean-Joseph Mouret spielten bzw. komponierten.
Die Herzogin protegierte Voltaire, der 1718 in Sceaux seine Tragödie Oedipe erstmals vortrug und in ihrem Auftrag Pamphlete gegen den Regenten schrieb, die ihm selbst eine Verbannung und eine Haft in der Bastille eintrugen. 1747 versteckte die Herzogin Voltaire in Sceaux vor einem Verhaftungsbefehl, da Voltaire durch ein unbedachtes Wort in einer Spielerrunde am Hof einen Eklat verursacht hatte. Voltaires Aufenthalt 1747 in Sceaux war fruchtbar. Hier entstanden die ersten philosophischen Erzählungen: Babouc, Le Crocheteur borgné, Cosi-sancta und Memnon. Am 15. Dezember 1747 wurde Voltaire ansonsten nicht aufgeführte Komödie La Prude in Sceaux gespielt. Voltaire eröffnete das Stück im Théâtre d’Anet mit einem selbst vorgetragenen Prolog.
Auch der Kardinal von Polignac verbrachte vor 1718 viel Zeit in Sceaux, wo er aus seiner lateinischen Dichtung Anti-Lukrez vortrug. Nach den Memoiren der Herzogin von Orléans war er Liebhaber der Herzogin.
Wegen ihres Temperaments – sie konnte in ihren Wutausbrüchen durchaus handgreiflich werden – wurde ihr gelegentlich der Spitzname Donna Salpetria gegeben, in Anspielung auf die Biene in ihrem Wappen hieß sie auch la mouche à miel (deutsch die Honigfliege). Ihren Mann beherrschte sie nach den Worten der Herzogin von Orléans und Mutter des Regenten, Liselotte von der Pfalz, total.
Während der Regentschaft, die 1715 bis 1723 Herzog Philipp von Orléans für den unmündigen Ludwig XV. ausübte, intrigierte sie 1718 im Verein mit dem spanischen Kardinal Giulio Alberoni im Hinblick darauf, dass das Amt des Regenten dem spanischen König Philipp V. übertragen werden sollte (Verschwörung von Cellamare). Die Feindschaft der Maines gegen Philipp von Orléans rührte in erster Linie daher, dass dieser das Testament Ludwigs XIV., das eine gemeinsame Regentschaft von ihm und Maine vorsah, mit Hilfe des Parlement de Paris hatte annullieren lassen und allein regierte. Verschärft wurde die Feindschaft danach noch dadurch, dass Philipp im August 1718 die illegitimen Kinder Ludwigs XIV. und damit auch den Herzog von Maine auf die Stufe von gewöhnlichen Pairs zurückgestuft hatte, womit sie keine „Prinzen von Geblüt“ mehr waren und in der Rangordnung des Hofes weit zurückfielen.
Als die Verschwörung aufflog, wurde die Herzogin von ihrem Mann getrennt 1719 ins Schloss von Dijon verbannt, das ironischerweise ihrem Neffen gehörte. Nach den Memoiren der Herzogin von Orléans konnte sie ihre Wut über die Verhaftung anfangs nur durch ständiges Kartenspielen unterdrücken. Später kam sie nach Chalons-sur-Saone. Ein Jahr darauf waren die Maines wieder in ihrem Schloss in Sceaux vereint, wo sie ihre aufwändige Hofhaltung wieder aufnahm. Die Herzogin hatte alle Schuld auf sich genommen und beide spielten, vom Regenten geduldet, öffentlich die Akte einer Komödie, von Verstoßung durch den getäuschten, völlig unschuldigen Ehemann bis zu einem verzeihenden fin heureuse.

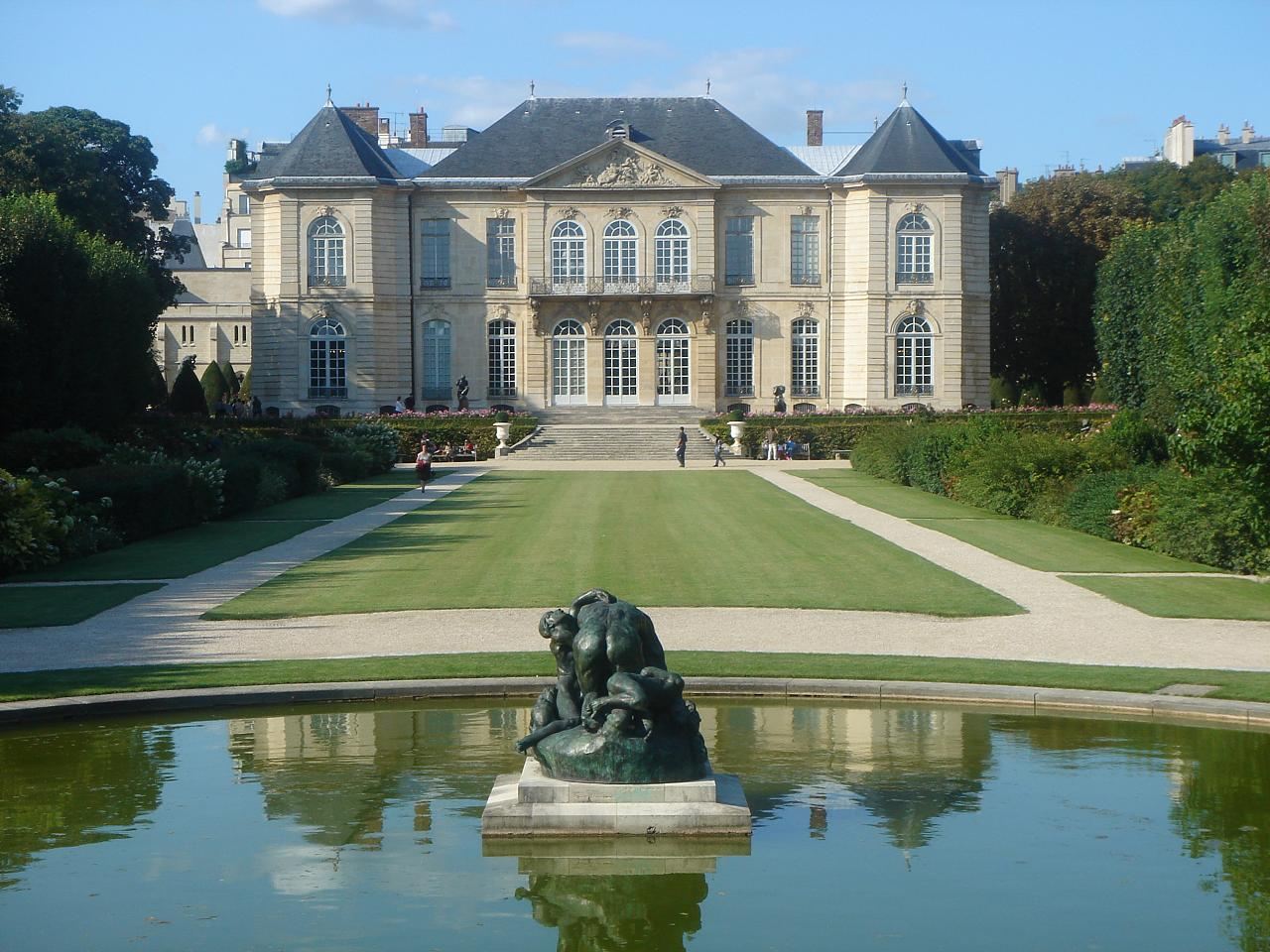
Der Witwensitz Louise Bénédictes, das Hôtel Biron

Nach dem Tod ihres Mannes 1736, der Schulden in Höhe von drei Millionen Livres hinterließ, war die Herzogin gezwungen, das Schloss von Montrond aufzugeben, das darauf von den Einwohnern als Steinbruch benutzt wurde. Ihr Stadtpalais in Paris (Hôtel Biron, heute Musée Rodin) mietete sie von der Witwe des Bankiers Abraham Peyrenc de Moras (1686–1732), Marie Anne Fargès de Polizy.
Die Herzogin war gebildet (zu ihren Lehrern hatte Jean de La Bruyère gehört) und betätigte sich auch schriftstellerisch. Sie übersetzte aus dem Lateinischen und ließ 1749 ihre Erzählung La Crête du coq d’Inde – Conte historique mis en vers par Madame la Duchesse du Maine erscheinen (Der Kamm des indischen Hahnes – Eine historische Erzählung, in Verse gesetzt von Madame la Duchesse du Maine).